# Orange (Virginie)
Pour les articles homonymes, voir Orange.
La ville d’Orange est le siège du comté d'Orange, situé dans l’État de Virginie, aux États-Unis. Sa population s’élevait à 4 721 habitants lors du recensement de 2010.
Elle est située au nord-est de Charlottesville et de Montpelier (en).

## Démographie
| Groupe                           | Orange | Virginie | États-Unis |
| -------------------------------- | ------ | -------- | ---------- |
| Blancs                           | 72,1   | 68,6     | 72,4       |
| Afro-Américains                  | 22,9   | 19,4     | 12,6       |
| Métis                            | 2,7    | 2,9      | 2,9        |
| Autres                           | 1,5    | 3,3      | 6,4        |
| Amérindiens                      | 0,4    | 0,4      | 0,9        |
| Asiatiques                       | 0,3    | 5,5      | 4,8        |
| Total                            | 100    | 100      | 100        |
|                                  |        |          |            |
| Hispaniques et Latino-Américains | 3,5    | 7,9      | 16,7       |

Selon l'American Community Survey, pour la période 2011-2015, 87,71 % de la population âgée de plus de 5 ans déclare parler l'anglais à la maison, 9,16 % déclare parler l'espagnol, 0,85 % le français, 0,76 % une langue chinoise et 1,52 % une autre langue.

## Personnalité liée à la ville
- James Madison se retire dans sa ferme à Orange après son deuxième mandat présidentiel et y meurt 19 ans plus tard.
- Nannie Helen Burroughs (1879-1961), éducatrice, militante des droits civiques, féministe et femme d'affaires afro-américaine, est née à Orange.

## Source
- (en) Cet article est partiellement ou en totalité issu de l’article de Wikipédia en anglais intitulé « Orange, Virginia » (voir la liste des auteurs).

1. ↑  (en) « Orange, VA Population - Census 2010 and 2000 », sur censusviewer.com.
2. ↑  (en) « Population of Virginia- Census 2010 and 2000 », sur censusviewer.com.
3. ↑  (en) « Language spoken at home by ability to speak English for the population 5 years and over ».